# Rusa I
Rusa I (orm. Ռուսա I) – król Urartu, panujący w latach 735–714 p.n.e., syn Sarduriego II. Podczas swojego panowania bez powodzenia usiłował przywrócić utraconą za rządów ojca potęgę państwa. Zmarł po przegranej wojnie z Asyrią.

## Lata 735–722 p.n.e.

Urartu w latach 715–713 p.n.e.

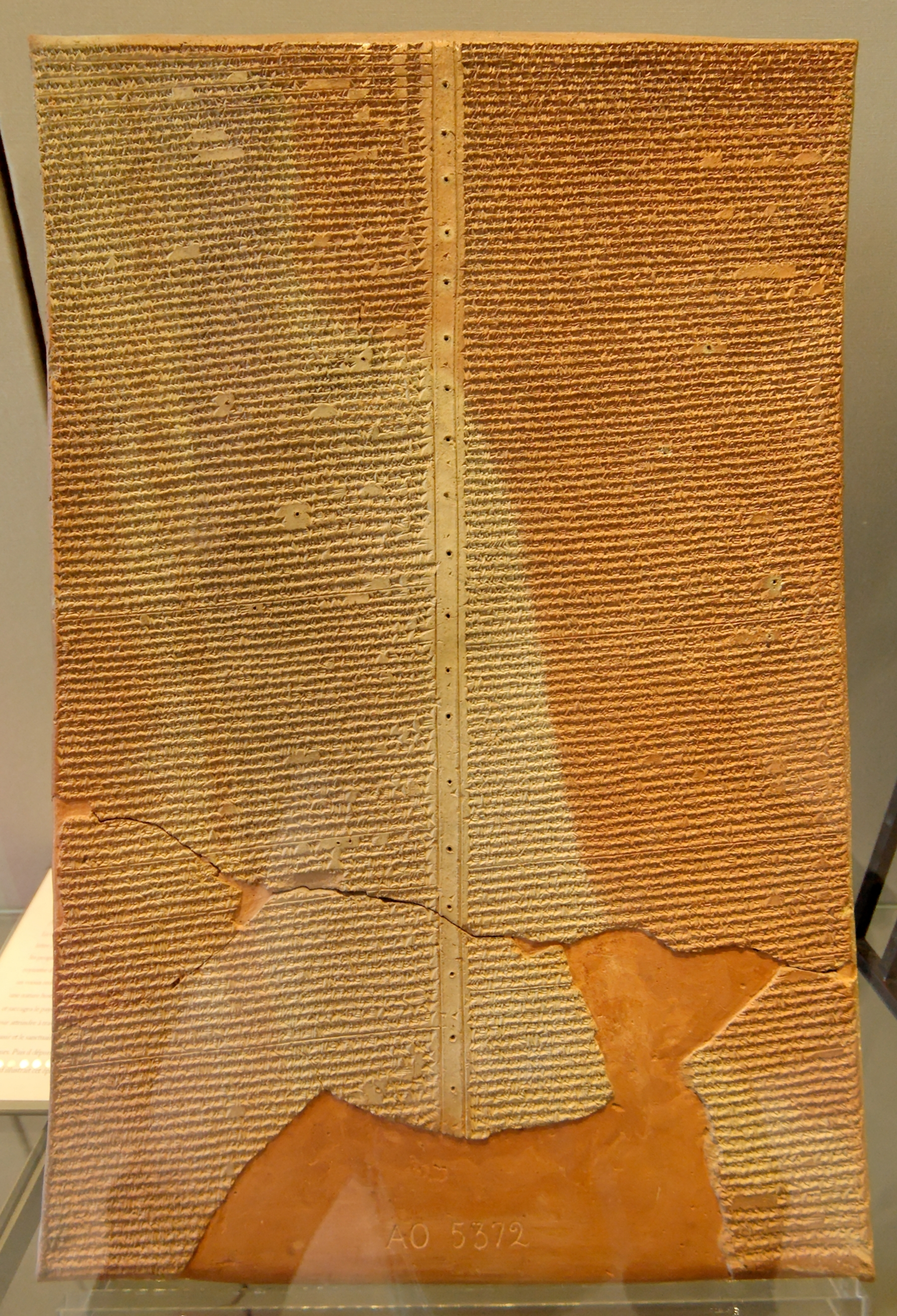
„Tabliczka z Luwru” (Nr A05372), część roczników Sargona II. Znaleziona została pod koniec XIX wieku podczas wykopalisk archeologicznych w bibliotece Aszurbanipala. Tekst napisano w dialekcie babilońskim. Po raz pierwszy został opublikowany w 1912 roku przez François Thureau-Dangin. W przedstawionym fragmencie Sargon II relacjonuje Aszurowi wyprawę przeciwko Urartu

Po śmierci Sarduriego II wskutek przegranej bitwy, stoczonej z Tiglat-Pileserem III nad Eufratem, Urartu utraciło znaczne terytoria. W państwie wybuchły powstania przeciwko władzy centralnej, kilka prowincji dążyło do uzyskania niezależności od Tuszpy bądź do przyłączenia się do Asyrii, bowiem klęska armii urartyjskiej („broni boga Chaldiego”) zachwiała wiarę w jej potęgę. Rusa I opanował sytuację i przez długi czas nie dopuszczał do dalszego okrajania terytorium, o czym świadczy inskrypcja na steli okresu Rusy I: „Z moimi dwoma końmi i moim woźnicą, własnymi rękoma opanowałem Urartu. Napis sugeruje, że w 735 roku p.n.e. Rusa I, nie mając za sobą poparcia wojska, zdołał przy pomocy swojego autorytetu zachować jedność Urartu. Na początku swojego panowania musiał też odbudować wiarę Urartyjczyków w potęgę „oręża boga Chaldiego” i zachwiane stosunki z ośrodkiem kultu naczelnego bóstwa Urartu – Musasirem:
„Tak mówi Rusa, syn Sarduriego: Urzana, król miasta Ardini, zjawił się przede mną. Wziąłem na siebie zadanie wyżywienia całego jego wojska. Z powodu tej wielkoduszności na rozkaz boga Chaldiego wzniołem na wysokim szlaku kaplice bogom dla dobroczynności Rusy. Urzanę uczyniłem władcą prowincji, posadziłem go w mieście Ardini. W tymże roku ja, Rusa, syn Sarduriego, przybyłem do miasta Ardini. Urzana na wysoki tron swoich przodków-królów mnie posadził... Urzana przed bogami w świątyni bogów przede mną składał ofiary. W tym czasie zbudowałem przy bramie świątynię dla boga Chaldiego, władcy, mieszkanie jego boskości. Urzana dał mi wojska pomocnicze..., rydwany bojowe, które posiadał; poprowadziłem wojska pomocnicze i na rozkaz boga Chaldiego ja, Rusa, skierowałem się ku górom Asyrii. Urządziłem tam rzeź. W ślad za tym Urzana chwycił mnie za rękę, zaopiekowałem się nim, posadziłem go na jego miejsce władcy. Lud w mieście Ardini był obecny przy tym, wszystkie uczynione przeze mnie datki oddałem miastu Ardini; święto dla mieszkańców miasta Ardini zrobiłem. Wtedy do mojej krainy powróciłem. Ja, Rusa, sługa boga Chaldiego, wierny pasterz ludu, który z mocą boga Chaldiego i siłą swego wojska nie bałem się bitwy. Bóg Chaldi dał mi siłę, władzę, radość w ciągu całego mojego życia. Krainą Biainili rządziłem, wrogi zaś kraj opanowałem. Dali mi bogowie długie dnie radości i oprócz dni radosnych... W ślad za tym pokój został ustanowiony. Jeżeli ktoś ten napis zniszczy, rozbije, jeżeli ktoś dokona takich czynów, niech zniszczą jego plemię i jego imię bogowie Chaldi, Tejszeba, Sziwini”.
Stosunki urartyjsko-asyryjskie pod koniec panowania Tiglat-Pilesera III układały się pokojowo, ponieważ tego wymagała sytuacja polityczna. Tym bardziej, że gdy tron około 727 roku p.n.e. objął Salmanasar V, Asyria prowadziła wojny na zachodzie – z Fenicją i Judeą. Rusa I w tym okresie miał możliwość odbudowania państwa po najeździe Tiglat-Pilesera III. Skoncentrował się na podniesieniu gospodarki i obronności Urartu. Ponadto przedsięwziął serię wypraw wojennych do Zakaukazia i do krainy Many. W okolicach jeziora Sewan wzniósł dwie twierdze obronne.

## Lata 722–714 p.n.e.
Rekonstrukcja drugiej połowy panowania Rusy I jest możliwa dzięki dużej ilości tabliczek glinianych z okresu panowania Sargona II, który objął tron asyryjski w 722 roku p.n.e. i postanowił przywrócić państwo jego dawną potęgę. W latach 722–719 p.n.e. Sargon II był uwikłany w wojny na zachodzie – w Syrii i Palestynie. Jego celem było przetarcie nowych szlaków handlowych do Azji Mniejszej. Od 718 roku p.n.e. Sargon II skierował swoją armię na północ. Strategia wojenna Asyrii była dokładnie przemyślana. Duży nacisk położono na wywiad, o którego znaczeniu dla Sargona II świadczy chociażby fakt, że dowodzącym wywiadu został mianowany Sennacheryb, syn Sargona II i jego następca na tronie asyryjskim. Odkryte tabliczki w rezydencji Dur-Szarrukin zawierają doniesienia asyryjskich zwiadowców w Urartu.
W latach 718–715 p.n.e. wojny między Asyrią a Urartu trwały na terytorium Manny, położonej na wschód od Urmii. Urartu i Asyria unikały na razie bezpośredniego starcia. Kilka razy Sargon II podbijał Mannę i wyznaczał lojalnego Asyrii króla. W odpowiedzi Rusa I popierał powstania Mannijczyków na czele z zależnym od siebie królem.
W 714 roku p.n.e. Sargon II otrzymał od szpiegów informację, że wyprawa Rusy I na Kimerów zakończyła się niepowodzeniem. Wojska asyryjskie wkroczyły więc do Manny, której zdobycie nie stanowiło problemu. Sprzymierzeńcy Rusy I w Mannie zmuszeni byli ratować się ucieczką. Sargon II ruszył za nimi w głąb Urartu. W trakcie pościgu nadeszło doniesienie, że Rusa I zebrał siły w dolinie na wschód od Urmii i zamierza zaatakować armię asyryjską od tyłu. Sargon II zmienił więc swoje plany i skierował się naprzeciw wojskom urartyjskim. Nocą, z zaskoczenia, Asyryjczycy zaatakowali wojsko Rusy I. Urartyjczycy ponieśli klęskę, a Rusa I uciekł z pola bitwy. Armia asyryjska przemieszczała się dalej na północ. Zdobyła Ulchę i dotarła do jeziora Wan. Tam Sargon II otrzymał kolejne, prawdopodobnie niekorzystne dla Asyryjczyków, wiadomości, skoro odesłał większość swoich wojsk do Dur-Szarrukinu. Z pozostałą częścią swojej armii przeprawił się przez porośnięte lasem góry i niespodziewanie dla Urartyjczyków znalazł się w pobliżu sakralnej stolicy Urartu – Musasiru. Miasto i świątynia zostały zniszczone. W rocznikach Sargona II została opisana klęska Rusy I:
„...usłyszawszy, Rusa osunął się na ziemię, rozdarł swoje szaty, opuścił swoje ręce, zerwał z głowy swoją opaskę, rozpuścił swoje włosy, przycisnął obie ręce do serca, runął na brzuch; jego serce zatrzymało się, jego wątroba płonęła, w jego ustach były żałobne jęki. W całym Urartu do jego granic rozniosłem jego łkanie, płacz na wieki wieków uczyniłem w Nairi. ...Rusa, władca Urartu, usłyszał, że Musasir został zburzony, jego bóg Chaldi zabrany, własną ręką, żelaznym kindżałem ze swojego pasa pozbawił siebie życia”.
Ze zburzeniem Musasiru kult Chaldiego w Urartu zaczął słabnąć. Zgodnie ze źródłami asyryjskimi Rusa I zmarł śmiercią naturalną niedługo po porażce w wojnie z Sargonem II. Jednak późniejsza literatura podaje, że popełnił samobójstwo.